# Danone

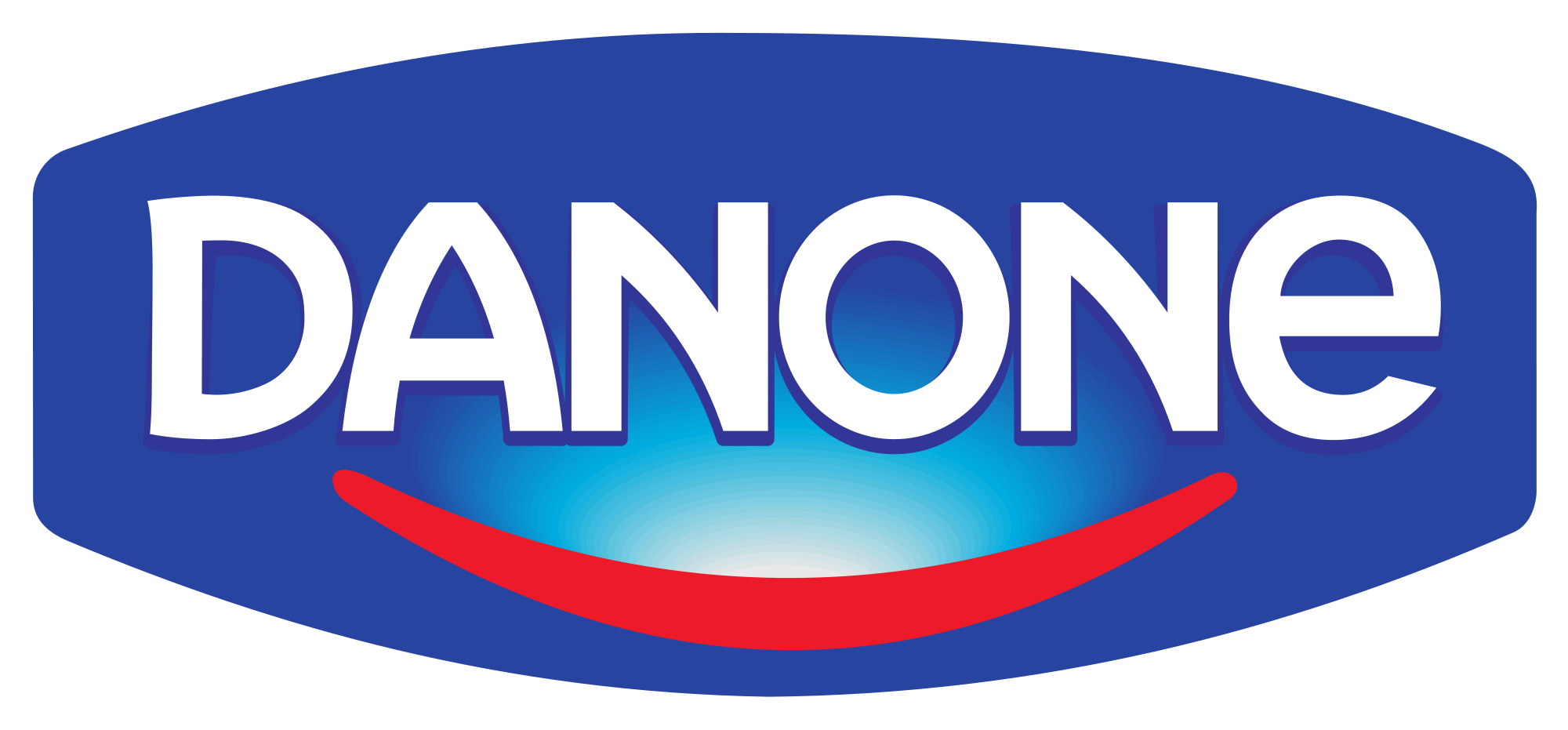
Logo.

Danone är en internationell livsmedelsproducent, med huvudkontor i Paris, och den största producenten i världen av färska mjölkprodukter. Företaget är speciellt känt för yoghurtframställningen. 

## Historik
Företaget grundades 1919 av Isaac Carasso i Barcelona som en liten yoghurtfabrik. Namnet Danone valdes då det var ett smeknamn för Carassos första son Daniel.